# Saint-Germain-l'Herm
Saint-Germain-l'Herm é uma comuna francesa na região administrativa de Auvérnia-Ródano-Alpes, no departamento Puy-de-Dôme. Estende-se por uma área de 35,53 km². Em 2010 a comuna tinha 513 habitantes (densidade: 14,4 hab./km²).